# هری کر (ورزشکار)
هری کر (انگلیسی: Harry Kerr; ۳۱ اوت ۱۸۵۶ – ۱۷ ژوئن ۱۹۳۶) ورزشکار اهل کانادا بود.
وی در مسابقات کشوری و بین‌المللی در مجموع برندهٔ ۱ مدال برنز شده‌است.